# 劉光世

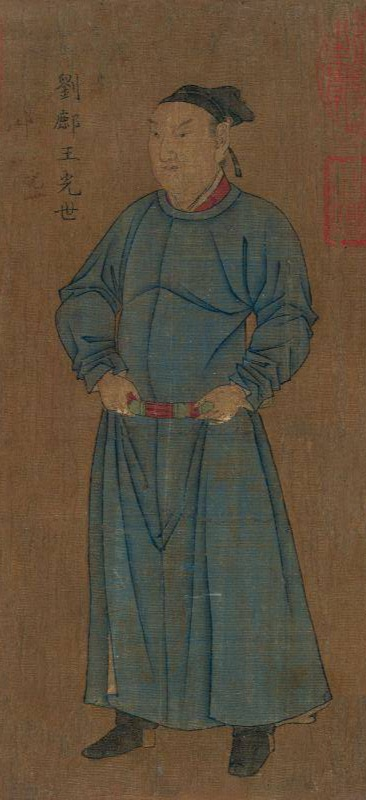
《中興四將圖》之劉光世像，南宋劉松年繪，現藏於中國國家博物館

劉光世（1086年—1142年），字平叔。保安軍（今陝西志丹）人。宋代將領。

## 生平
镇海军节度使刘延庆次子，生母鄧國夫人楊氏，初以蔭補三班奉職，累升鄜延路兵馬都監、蘄州防禦使。宣和三年隨父平定方臘之亂，耀州觀察使，升鄜延路兵馬鈐轄，攻取易州（今河北易县），功授奉國軍承宣使。靖康初年（1127年）率部戍邊，擊敗夏兵於杏子堡（今陕西志丹东杏子河畔），功升领侍卫马军都虞候衔。南京战役中，违约未达，被降官。不久因討平河北賊张迪中立功，恢复领承宣使，升任鄜延路马步军副总管。
建炎元年（1127年）八月，授奉国军节度使。十月，为滁和濠太平州、无为军、江宁府界招捉盗贼制置使。三年（1129年）二月，金兵下揚州，劉光世不戰而逃，后为行在五军制置使，屯镇江府。三月，为检校太保、殿前司都指挥使，又加太尉、淮南制置使。八月，为江南东路宣抚使、守太平州及池州。守江州（今江西九江），置酒高會，金人渡江三日，竟未發覺。後又鎮守淮南。劉光世貪功，以經營田產致“金錢巨億”，“置歌兒舞女”。又在浙江青田霸占大片田產，光在淮东一帶，坐擁膏腴水田三万亩。
紹興元年（1131年）三月，劉光世改兼淮南、京東路宣撫使，隔年六月，升領寧武軍、寧國軍兩鎮節度使。四月，改兼江東路宣撫使。曾語高宗曰：“他日史官记中兴各将帅，书臣功，功第一！”紹興六年十二月，右相兼都督张浚奏：“刘光世骄惰不战，不可为大将，请罢之”，七年再次上奏：刘光世“沉酣酒色，不恤国事，语以恢复，意气拂然，乞赐罢斥，以儆将帅”。紹興七年（1137年）三月，解除劉光世兵權，引疾罢去。九年（1139年）正月，为陕西宣抚使。十年（1140年），为三京招抚处置使，隔年再次被收兵权。晚年研究養生茶，著有《養生論》。十二年（1142年）十一月，卒于行在，年五十四，诏贈太師，赠银帛二千匹两，諡武僖，錄其子孫甥侄十四人為官，命干办东门使李存约主葬事。乾道八年，追封安城郡王。開禧元年八月，追封鄜王。
娶向子章（向宗回之子）的女兒為妻，與其育有四子劉克臣、劉堯佐、劉堯仁以及劉堯勛(長子、夭子早卒)；三女分別適溫卿、吳希祥、張宗元，一女未嫁。
绍兴元年至绍兴三年（1131年—1133年），劉光世在江州安排铸造招纳降卒用的暗号钱“招纳信宝”。

## 家族
- 高祖：刘怀忠，内殿崇班、阁门祗候
- 曾祖：刘绍能，皇城使、简州团练使，追封鲁国公
- 曾祖母：黄氏，赠郓国夫人
- 曾祖母：白氏，赠吴国夫人
- 祖：刘永年，追封越国公
- 祖母：马氏，赠韩国夫人
- 祖母：李氏，赠唐国夫人
- 父：刘延庆，镇海军节度使、检校少傅，追封楚国公
- 嫡母：葛氏，赠镇国夫人
- 生母：杨氏，赠邓国夫人
- 兄：刘光国
- 弟：刘光烈，崇信军承宣使、提举佑神观
- 弟：刘光弼，武功大夫、贵州刺史
- 妻：向氏，封秦国夫人